# Маджоро, Моэкетси
Моэкетси Маджоро (англ. Moeketsi Majoro; род. 3 ноября 1961, Лерибе, Басутоленд (ныне Лесото)) — экономист и политик, занимавший пост премьер-министра Лесото с мая 2020 года по октябрь 2022. Ранее занимал пост министра финансов в кабинете Тома Табане с 2017 по 2020 год. Маджоро представляет избирательный округ № 33 в Национальном собрании с момента своего избрания в 2017 году. Ранее он был сенатором и министром планирования развития с 2013 по 2015 год. Является членом партии Конвенция всех басуто (All Basotho Convention, ABC).

## Ранняя жизнь и карьера
Родился 3 ноября 1961 года в Цикване, район Лерибе, Басутоленд. Получил степень бакалавра экономики в Национальном университете Лесото и степень доктора философии в области экономики природных ресурсов и степень магистра наук в области экономики сельского хозяйства в Университете штата Вашингтон (США).

## Политическая карьера
С 1991 по 2000 год Маджоро преподавал экономику в Национальном университете Лесото. Пришёл в Министерство финансов в качестве финансового аналитика в 2000 году и работал в этой должности до того, как его повысили до должности главного секретаря в 2004 году. В период с 2008 по 2012 год работал в Международном валютном фонде.
В январе 2013 года премьер-министр Том Табане назначил Маджоро министром планирования развития. Ранее он был назначен сенатором сената Лесото. На всеобщих выборах 2015 года правительство было отстранено от власти. На всеобщих выборах 2017 года Маджоро избран депутатом по избирательному округу № 33 города Тэтсан. Табане вернулся на пост премьер-министра и назначил его министром финансов.
В 2020 году Табане был вынужден уйти в отставку после обвинений в причастности к убийству бывшей жены. 22 марта 2020 года Маджоро был избран партией ABC в Национальном собрании в качестве преемника Табане с 26 из 46 голосов. 12 мая Маджоро был объявлен новым премьер-министром. Табане объявил о своей отставке 18 мая. Маджоро был приведён к присяге в качестве премьер-министра 20 мая.

## Личная жизнь
Женат, двое детей.